# Phrynobatrachus werneri
Phrynobatrachus werneri là một loài ếch trong họ Petropedetidae.
Nó được tìm thấy ở Cameroon và Nigeria.
Các môi trường sống tự nhiên của chúng là các khu rừng vùng núi ẩm nhiệt đới hoặc cận nhiệt đới, đồng cỏ ở cao nhiệt đới hoặc cận nhiệt đới, đầm nước, đầm nước ngọt, đầm nước ngọt có nước theo mùa, vườn nông thôn, các khu rừng trước đây bị suy thoái nặng nề, và kênh đào và mương rãnh.